# Insomnia (TV-serie)
Insomnia är en brittisk thrillerserie vars första säsong hade premiär på Paramount+ den 23 maj 2024. Första säsongen som består av sex avsnitt är baserad på Sarah Pinboroughs roman från 2022.

## Handling
Serien kretsar kring Emma som snart ska fylla 40 år när hon plötsligt slutar att sova, precis som hennes mor gjorde innan hon drabbades av ett psykotiskt sammanbrott.

## Rollista (i urval)
- Vicky McClure - Emma
- Tom Cullen - Robert
- Smylie Bradwell - Will
- India Fowler - Chloe
- Leanne Best - Phoebe
  - Billie Gadsdon - Phoebe, som ung
- Corinna Marlowe - Patricia
- Lyndsey Marshal - Caroline
- Dominic Tighe - Julian
- Jade Harrison - Michelle
- Robert Gilbert - Faisal
- Michelle Bonnard - Hildreth